# Kevin T. Kelly
Kevin T. Kelly (* 27. Juni 1933) ist ein britischer römisch-katholischer Theologe, Priester und Autor.

## Leben
Kelly studierte römisch-katholische Theologie am Upholland Senior Seminary in Lancashire und an der Universität Freiburg in der Schweiz. Er wurde 1958  zum Priester geweiht. Von 1998 bis 2009 war er rund 10 Jahre in der Kirchengemeinde St Basil & All Saints in Widnes als Priester tätig. Als Autor verfasste er mehrere Werke zu Ethik und Pastoraltheologie. Als Hochschullehrer war er am Heythrop College in London, an der Victoria University of Manchester und an der Liverpool Hope University in Liverpool tätig.

## Werke (Auswahl)
- 1967: Conscience: Dictator or Guide? A Study in 17th Century English Protestant Moral Theology (Geoffrey Chapman)
- 1982: Divorce and Second Marriage: Facing the Challenge, (Collins)
- 1987: Life and Love: Towards a Christian dialogue on bioethical questions, (Collins)
- 1992: New Directions in Moral Theology: The Challenge of Being Human, (Continuum)
- 1997: Divorce and Second Marriage: Facing the Challenge,  (Geoffrey Chapman)
- 1998: New Directions in Sexual Ethics: Moral Theology and the Challenge of AIDS, (Continuum)
- 1999: From a Parish Base: Essays in Moral and Pastoral Theology , (Darton Longman and Todd)

### Weitere Beiträge (Auswahl)
- 1989: 'The Role of the Moral Theologian in the Church', in R Gallagher & B McConvery (edits), Conscience and History, Gill & Macmillan, 8–23
- 1998: 'Divorce and Remarriage', in Bernard Hoose (edit), Christian Ethics: An Introduction, Geoffrey Chapman, 248–265
- 2000: 'Divorce', in Adrian Hastings (editor), The Oxford Companion to Christian Thought, Oxford University Press, 172–173
- 2000: 'A Moral Theologian faces the new Millennium in a time of AIDS', in James Keenan (editor), with Jon Fuller, Lisa Sowle Cahill & Kevin Kelly, Catholic Ethicists on HIV/AIDS Prevention, Continuum, 324–332.
- 2001: 'Some theological reflections on the parish reports', in Noel Timms (edit), Diocesan Dispositions & Parish Voices in RC Church, Ashgate, 167–180
- 2002: 'Divorce and Remarriage', in James J Walter, Timothy E O’Connell & Thomas A Shannon (editors), A Call to Fidelity: On the Moral Theology of Charles E Curran, Georgetown University Press, 97–112
- 2003: 'Resuscitation', in Peter Drury, Tony Flynn, Kevin T Kelly, Resuscitation: Whose Decision? Christian Council on Ageing, 13–25
- 2003: 'It's Great to be Alive', in Linda Hogan & Barbara Fitzgerald, Between Poetry and Politics: Essays in honour of Enda McDonagh Columba Press.

## Auszeichnungen und Preise (Auswahl)
- 2007: Ehrendoktor der Liverpool Hope University